# Julián Melero
Julián Melero (17 gennaio 1965) è un ex giocatore di calcio a 5 spagnolo.

## Biografia
Il figlio Gonzalo, nato a Madrid durante la militanza di Melero nell'Interviú, è un calciatore professionista.

## Carriera
Come massimo riconoscimento in carriera vanta la partecipazione al Mondiale 1992 dove le furie rosse hanno conquistato la medaglia di bronzo battendo nella finalina l'Iran. Nel corso della manifestazione ha giocato 5 incontri e realizzato 4 reti. Melero ha disputato inoltre il Mondiale FIFUSA 1985, nel quale la Spagna è stata sconfitta in finale dal Brasile. In totale, ha disputato 19 incontri con la Nazionale di calcio a 5 della Spagna mettendo a segno 8 reti.

## Palmarès
- European Champions Tournament: 1
Interviú: 1990-91